# 利-薩二氏心內膜炎
利-薩二氏心內膜炎（Libman–Sacks endocarditis）是一種與全身性紅斑性狼瘡有關的非細菌性心內膜炎。為紅斑性狼瘡最常見的心臟病變之一。
本疾病最早於1924年由紐約西奈山醫院的伊曼紐·利柏曼（Emanuel Libman）以及本潔明·薩克斯（Benjamin Sacks）所描述。與抗磷脂综合征相關的利-薩二氏心內膜炎則至1985年才首度提及。

## 表現
患者的心室和心房表面常出現由纖維蛋白、中性粒细胞、淋巴细胞，以及組織球所構成的贅生物。通常影響二尖瓣。本疾病很少出現嚴重的瓣膜失能，且病灶鮮少造成栓塞。

## 病理學
其病理學與非細菌性心內膜炎類似，但多了點狀壞死及蘇木精小體，心臟部分出現後者僅在本疾病可見。